# Campos (Póvoa de Lanhoso)
Campo é uma localidade portuguesa do Município de Póvoa de Lanhoso que foi sede da extinta Freguesia de Campos, freguesia que tinha 4,48 km² de área e 1 046 habitantes (2011), e, por isso, uma densidade populacional de 233,5 hab/km².
A Freguesia de Campos foi extinta (agregada) pela última Reorganização administrativa do território das freguesias, de acordo com a Lei nº 11-A/2013 de 28 de Janeiro, tendo o seu território sido agregado ao da Freguesia de Louredo para constituir a União de freguesias de Campos e Louredo com sede em Campos.

## População
| População da freguesia de Campos (1864 – 2011) | População da freguesia de Campos (1864 – 2011) | População da freguesia de Campos (1864 – 2011) | População da freguesia de Campos (1864 – 2011) | População da freguesia de Campos (1864 – 2011) | População da freguesia de Campos (1864 – 2011) | População da freguesia de Campos (1864 – 2011) | População da freguesia de Campos (1864 – 2011) | População da freguesia de Campos (1864 – 2011) | População da freguesia de Campos (1864 – 2011) | População da freguesia de Campos (1864 – 2011) | População da freguesia de Campos (1864 – 2011) | População da freguesia de Campos (1864 – 2011) | População da freguesia de Campos (1864 – 2011) | População da freguesia de Campos (1864 – 2011) |
| ---------------------------------------------- | ---------------------------------------------- | ---------------------------------------------- | ---------------------------------------------- | ---------------------------------------------- | ---------------------------------------------- | ---------------------------------------------- | ---------------------------------------------- | ---------------------------------------------- | ---------------------------------------------- | ---------------------------------------------- | ---------------------------------------------- | ---------------------------------------------- | ---------------------------------------------- | ---------------------------------------------- |
| 1864                                           | 1878                                           | 1890                                           | 1900                                           | 1911                                           | 1920                                           | 1930                                           | 1940                                           | 1950                                           | 1960                                           | 1970                                           | 1981                                           | 1991                                           | 2001                                           | 2011                                           |
| 501                                            | 511                                            | 501                                            | 539                                            | 526                                            | 541                                            | 671                                            | 637                                            | 660                                            | 815                                            | 742                                            | 794                                            | 928                                            | 1 052                                          | 1 046                                          |

## Figuras históricas
- João Rodrigues de Macedo, (Campos, Póvoa de Lanhoso, 4 de março de 1739, - São Gonçalo do Sapucaí, 6 de outubro de 1807) foi um importante comerciante, banqueiro e contratador na Capitania de Minas Gerais.